# الخليل بن أحمد السجزي
أبو سعيد الخليل بن أحمد بن محمد السِّجزي البُستي (902 - 988 م) (289 - 378 هـ) عالم مسلم ونحوي وكاتب وشاعر عربي سيستاني من أهل القرن العاشر الميلادي. تقلد القضاء لآل سامان بسجستان وغيرها سنين كثيرة. كان شيخ أهل الرأي في عصره وأحد الأئمة في فقه الحنفية في خوارزم وخراسان. مات قاضيًا بسمرقند ورثاه أبو بكر الخوارزمي. ألف عدّة كتب وله أشعار، ضاع معظمها.

## سيرته
هو أبو سعيد خليل بن أحمد بن محمد بن الخليل بن موسى بن عبد الله بن عاصم بن جنك السجزي البستي. ولد سنة 289 هـ/ 902 م في سيستان. سمع أبو القاسم البغوي، ويحيى بن صاعد، وابن خزيمة، ومحمد بن إسحاق السراج، ومحمد بن إبراهيم الديبلي المكي، وابن جوصا، وغيرهم في طبرستان ودمشق ونيسابور وسجستان وسمرقند والري. وروى عنه الحاكم النيسابوري، وأبو يعقوب إسحاق القَرَّاب، وعبد الوهاب بن محمد الخطابي، وجعفر المستغفري، وأبو ذر الهروي، ومحلم بن إسماعيل الضبي الهروي.

قال عنه الحاكم «و شيخ أهل الرأي في عصره، وكان من أحسن الناس كلاما في الوعظ.» تقلد القضاء لآل سامان بسجستان، وغيرها، سنين كثيرة، وله رحلة واسعة، جمع فيها بين بلاد فارس، وخُراسان، والعراق، والحجاز، والشام، وبلاد الجزيرة. وهو صاحب كتاب الدعوات والآداب والمواعظ. وقد ذكره الثعالبي في اليتمية فقال «من أفضل القُضاة، وأشهر أدبائهم، وله شعر الفقهاء.»

توفي بسمرقند قاضيًا أو يقال في فرغانة، في جمادى الآخرة، سنة ثمان وسبعين وثلاثمائة/ سبتمبر 988.

## شعره
من شعره قوله:
وله في الهزل:
وقوله في الجد: